# Chaganhada (socken i Kina, lat 42,26, long 110,50)
Chaganhada (kinesiska: 查干哈达, 查干哈达苏木) är en socken i Kina. Den ligger i den autonoma regionen Inre Mongoliet, i den norra delen av landet, omkring 190 kilometer nordväst om regionhuvudstaden Hohhot. Antalet invånare är 12855. Befolkningen består av 6 259 kvinnor och 6 596 män. Barn under 15 år utgör 14,0 %, vuxna 15-64 år 77 %, och äldre över 65 år 7,0 %.
Genomsnittlig årsnederbörd är 343 millimeter. Den regnigaste månaden är juli, med i genomsnitt 82 mm nederbörd, och den torraste är januari, med 1 mm nederbörd.